# Yohanna Ibrahim

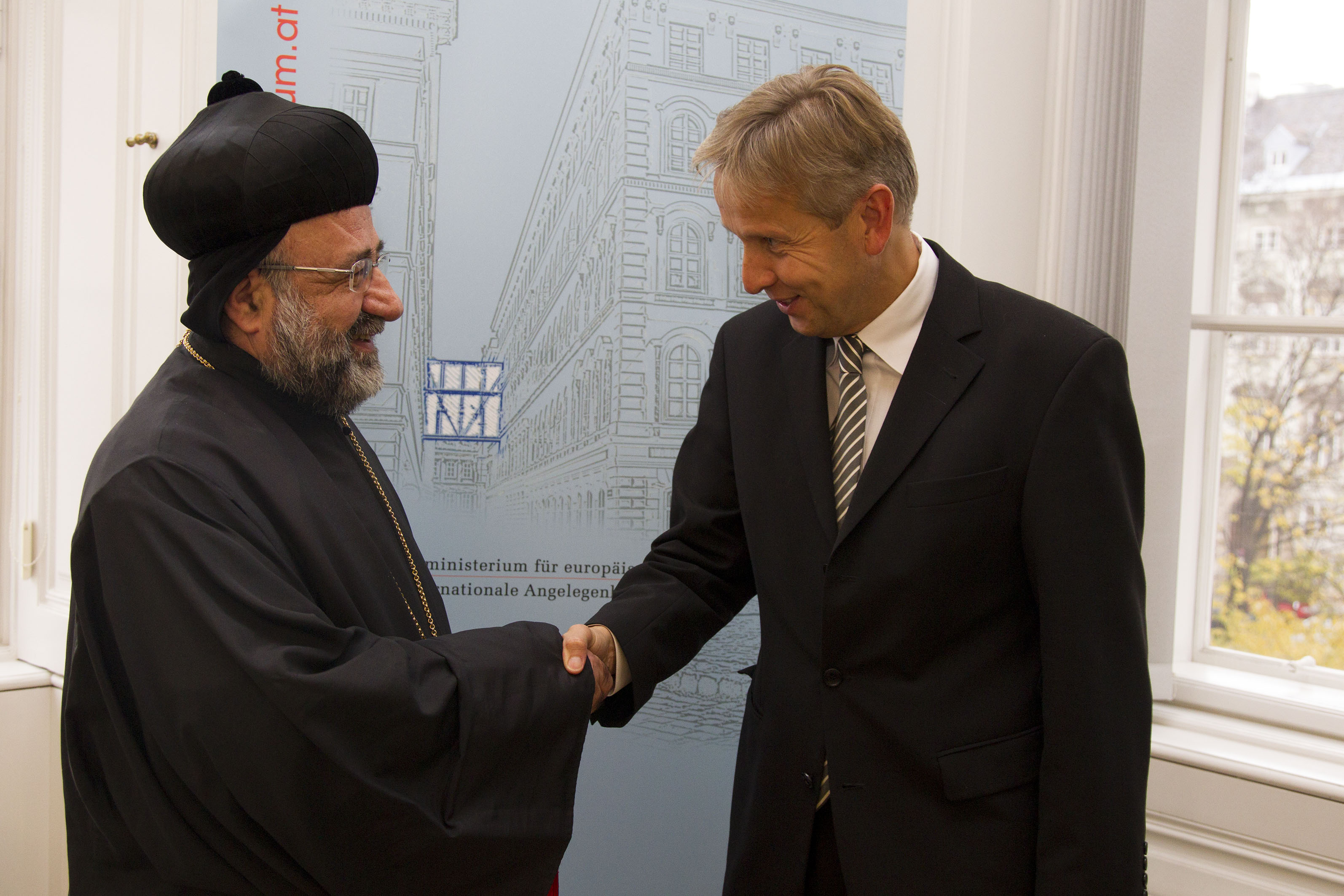
O arcebispo Gregorios Yohanna (à esquerda), da Igreja Ortodoxa Síria de Aleppo, com o político austríaco Reinhold Lopathka (à direita) em 2012.

Yohanna Ibrahim (em árabe: يوحنا إبراهيم) também Gregorios Yohanna Ibrahim (nascido em 18 de agosto de 1948) é o arcebispo ortodoxo siríaco de Aleppo. Ele foi sequestrado em 22 de abril de 2013, junto com Paul (Yazigi), o metropolita ortodoxo grego de Aleppo.

## Vida

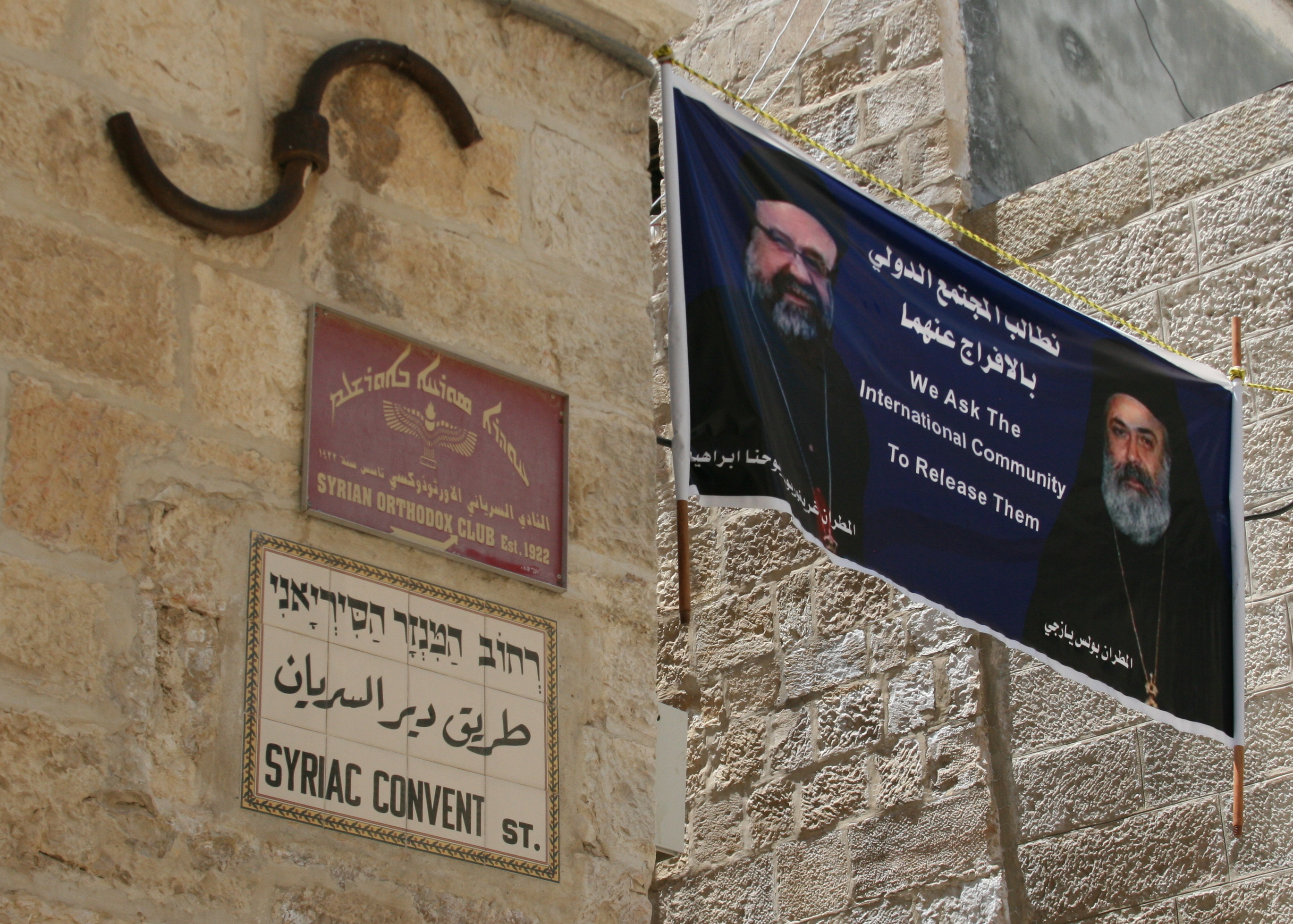
Faixa em apoio aos bispos sequestrados em frente ao Mosteiro de São Marcos, Jerusalém, em 2013.

Ibrahim nasceu em 18 de agosto de 1948 em Qamishly, Síria. Ele estudou Estudos Eclesiásticos e Direito Canônico no Pontifício Instituto Oriental (Roma Istituto Orientale) em Roma de 1973 a 1976. Tornou-se monge em 1973, diácono em 1976, padre em 1976 e bispo em 1979. Em 1988 fundou a Editora Al Raha Mardin em Aleppo.
Ibrahim recebeu diplomas do Seminário Teológico Santo Efrém em Zahle Líbano, do Instituto Oriental de Roma e do Pontifício Instituto Oriental de Roma. Ele recebeu um PhD da Universidade de Birmingham, no Reino Unido. O título de sua dissertação era “Árabes cristãos na Mesopotâmia antes do Islã”. Antes de se tornar bispo na Síria, Ibrahim ocupou cargos no Iraque, Suécia, Holanda, Bélgica e Líbano. Ele estava nos comitês de muitos conselhos religiosos, incluindo o Fórum Cristão Global, o Comitê Executivo do Conselho de Igrejas do Oriente Médio e o Comitê Central do Conselho Mundial de Igrejas.

### Sequestro
Ibrahim desapareceu em 2013 enquanto viajava com Boulos Yazigi para negociar a libertação de dois padres sequestrados. Acredita-se que os sequestradores eram chechenos. Em março de 2019, um jornal libanês informou que democratas sírios estavam negociando sua libertação do ISIS.
No entanto, o Programa Recompensas pela Justiça oferece US$ 5 milhões para informações sobre a rede do ISIS responsável pelo sequestro de clérigos cristãos: Maher Mahfouz, Michael Kayyal, Yohanna Ibrahim, Boulos Yazigi e Paolo Dall'Oglio.

## Obras
- "The Concept of Jurisdiction and Authority in the Syrian Orthodox Church on Antioch", tr. Monk Melki [8]